# Грег Ніксон
Грег Ніксон (англ. Greg Nixon; нар. 12 вересня 1981) — американський легкоатлет, який спеціалізувався в бігу на короткі дистанції.

## Спортивні досягнення
Чемпіон світу з естафетного бігу 4×400 метрів (2011).
Дворазовий чемпіон світу в приміщенні з естафетного бігу 4×400 метрів (2008, 2010).
Переможець з естафетного бігу 4×400 метрів на Континентальному кубку (2010).
Срібний призер Панамериканських ігор з естафетного бігу 4×400 метрів (2007).
Чемпіон США з бігу на 400 метрів (2010).
Чемпіон США в приміщенні з бігу на 400 метрів (2007).